# No Wyld
No Wyld — новозеландський альтернативний хіп-хоп гурт заснований 2010 року Мо Хіром, Брендоном Блеком та Джо Паско, які залишаються постійними членами колективу. Музика гурту — це поєднання репу, електроніки та року. Їхня пісня «Let Me Know» стала саундтреком гри FIFA 16 і перевищила 3 мільйони переглядів на YouTube. Їхня пісня «Odyssey» з'являється на саундтреці таких ігор, як NHL 15, Madden 16, також композицію можна почути в фільмі «Need for Speed: Жага швидкості».

## Історія
Мо Хір та Джо Паско познайомилися у 2007 році, коли вивчали архітектуру в університеті. Через два роки вони познайомилися з Брендоном Блеком через старшого брата Мо Хіра. Вони почали записувати кавери на треки, які їм подобалися, і виступали на вечорах «відкритого мікрофону».
«Revolution» стала першим синглом, який привернув увагу в Інтернеті. Трек заслужив хвалу MTV Iggy у Сполучених Штатах і згодом був включений до молодіжного телесеріалу «90210».
Група зацікавила таких великих спонсорів, як Red Bull, з якими був підписаний контракт. У серпні 2013 року вони почали записувати свій перший EP, Abstracts, на Red Bull Studios.
Трек «Odyssey» використовувався в рекламі «Макдональдс» під час олімпіади «Сочі-2014», а пізніше був включений до саундтреку «NHL 15» та «Madden NFL 16». «Odyssey» також звучала в перед ігровому відео, яке грали коли футбольна команда Університету Західної Вірджинії виходила на поле для домашніх ігор у 2015 році. Крім того, «Let Me Know» було включено до саундтреку для FIFA 16.
Ця пісня також з'явилася в грі EA Sports, FIFA 17.

## Склад гурту
- Мухаммед «Мо» Хір — вокал (2010-теперішній час)
- Брендон Блек — гітара/бас, продюсування (2010-теперішній час)
- Джо Паско — вокал, продюсування (2010-теперішній час)

## Дискографія

### Студійні альбоми
- Preface (2012)
- Nomands (2016)